# آقنييسكا غراف
آقنييسكا غراف (بالبولندية: Agnieszka Graff)‏ هي نسوية ‏ وكاتِبة بولندية، ولدت في 2 مارس 1970 في وارسو في بولندا.